# Rue de Venise-en-la-Cité
Pour les articles homonymes, voir Rue de Venise.
La rue de Venise, également appelée rue de Venise-en-la-Cité, est une ancienne rue de Paris, située sur l'île de la Cité (dans l'actuel 4e arrondissement). Elle disparait au XVIIIe siècle.

## Situation
Cette rue, qui commençait rue Neuve-Notre-Dame et finissait rue Saint-Christophe, était située dans l'île de la Cité.

## Origine du nom
Elle devait son nom « de Venise » à une enseigne.

## Historique
Son premier nom était « rue des Dix-Huit » probablement à cause du collège des Dix-Huit.
Elle est citée dans Le Dit des rues de Paris de Guillot de Paris sous la forme « ruele Saint-Christofle ».
Elle est citée sous le nom de « rue de Venize », dans un manuscrit de 1636.
Devenue « rue de Venise », la rue fait partie du quartier de la Cité et possède 41 maisons en 1702 et 4 lanternes.
De 1746 à 1749, des maisons situées entre les rues Saint-Christophe, de Venise, Neuve-Notre-Dame et l'impasse de Jérusalem sont achetées puis démolies afin de construire l'hôpital des Enfants-Trouvés. Entre 1745 et 1757, les bâtiments compris dans l'îlot délimité par les rues Saint-Christophe, de la Huchette, Neuve-Notre-Dame et de Venise, y compris l'église Saint-Christophe, sont rasés pour dégager l'hôpital et agrandir le parvis Notre-Dame ; la rue de Venise est alors supprimée et incorporée au parvis.